# Ad de Boer
A.P. (Ad) de Boer (Den Haag, 6 november 1946) is een Nederlandse journalist, politicus, omroepbestuurder en kerkbestuurder. Hij was van 1993 tot 2006 directeur van de Evangelische Omroep (EO). 

## Levensloop

### Kerkelijk
De Boer groeide op in Alphen aan den Rijn en behoorde tot de Gereformeerde Kerken vrijgemaakt. Na de middelbare school studeerde hij politicologie aan de Vrije Universiteit. In Amsterdam werd hij lid van de Vrijgemaakte studentenvereniging G.S.V.A., waarvan de meeste leden meer aanhingen tegen de groep waar in 1966 de Nederlands Gereformeerde Kerken (NGK) uit zouden ontstaan.  De Boer voegde zich pas bij de NGK toen hij met zijn vrouw in 1972 naar Garderen verhuisde en lid werd van de NGK van Voorthuizen/Barneveld. In februari 2007 werd De Boer ook voorzitter van het moderamen Landelijke Vergadering Nederlands Gereformeerde Kerken. Daarmee werd hij de belangrijkste woordvoerder van de NGK. In juni 2008 noemde De Boer nog in een artikel de plannen van de gereformeerd-vrijgemaakte synode om geen gesprekken met de Nederlands Gereformeerden over kerkelijke eenheid te gaan voeren een gemiste kans.
De Boer was lange tijd hoofdredacteur van Opbouw, een uitgave van de Nederlands Gereformeerde persvereniging. In januari 2015 fuseerde dit blad met het vrijgemaakte kerkelijke blad De Reformatie. Het nieuwe blad - waar De Boer wederom hoofdredacteur van was - kreeg de naam OnderWeg mee.
Nadat de synode van de Gereformeerde Kerken vrijgemaakt in juni 2017 besloten dat vrouwen mochten worden toegelaten tot het ambt, zochten de Nederlands Gereformeerde Kerken direct nadrukkelijk toenadering, omdat een belangrijke barrière om samen te gaan was verdwenen. In november 2017 nam De Boer zitting in een regiegroep die de opdracht kreeg de fusie in goede banen te leiden.

### Politiek
De Boer werkte enige tijd als medewerker bij de Tweede Kamer-fractie van het Gereformeerd Politiek Verbond (GPV). In 1973 werd hij echter geroyeerd, omdat hij geen lid meer was van de Vrijgemaakte kerk. Daarom werd hij lid van de RPF. Namens deze partij, en later namens haar opvolger de ChristenUnie, was hij jarenlang bestuurslid en lid van de gemeenteraad van Nijkerk. Aan het einde van de jaren '70 kon de De Boer zich niet vinden in de pacifistische koers van het Interkerkelijk Vredesberaad, die pleitte voor eenzijdige ontwapening ("De kernwapens de wereld uit, te beginnen met Nederland"), terwijl er aan de Sovjet-Unie geen eisen werden gesteld. Samen met Meindert Leerling richtte hij de Stichting Bijbel en Vredesvraagstuk op. De Boer kreeg in 1977 de vraag van de Federatieraad van de RPF of hij lijsttrekker wilde zijn bij de Kamerverkiezingen van 1977, maar bedankte voor de eer. Binnen de ChristenUnie zou De Boer later ook een centrale positie innemen. Zo was hij in 2006 voorzitter van de selectiecommissie voor de kandidatenlijst voor de Tweede Kamerverkiezingen van 2006.

### Omroepbestuurder en journalist
De Boer werkte van 1973 tot 2006 bij de Evangelische Omroep, achtereenvolgens als chef actualiteiten radio, hoofd informatieve programma's en adjunct-directeur. Een deel van die periode was hij ook hoofdredacteur van het christelijke opinieblad Koers. Van 1979 tot 2008 presenteerde De Boer het radioprogramma Deze Week, waarin hij met verschillende christelijke prominenten de actualiteit van de afgelopen week doornam. Samen met EO-prominenten Andries Knevel, Willem Glashouwer jr. en Willem Ouweneel haalde De Boer in 1981 met het pamflet De Bijbel in de beklaagdenbank hard uit naar God met ons, het in 1980 door de Gereformeerde Kerken in Nederland aanvaarde rapport over het gezag van de Bijbel, dat door De Boer en de zijnen als modernistisch werd ervaren. In 2005 kwam hij hier gedeeltelijk op terug en betreurde hij zijn felle toon van toen. Naar zijn mening had het gereformeerde rapport achteraf deels wel een punt en waren niet alle theologen die er aan hadden meegewerkt als vrijzinnig aan te merken.
Samen met Knevel werd De Boer in 1983 hoofdredacteur bij het christelijke opinieblad Koers. Ze hervormden het blad en stuurden een groot deel van de oude redactie weg. Ze boden meer ruimte aan onderwerpen als ethiek, gezin en economie. Bovendien werd gebroken met de voorheen zeer conservatieve en polariserende toon van het blad. De wijzigingen hadden succes. In twee maanden tijd steeg het aantal abonnees met tweeduizend naar vijfduizend.
In 1993 werd De Boer ook benoemd tot een van de drie directeuren. Samen met Henk Hagoort en Andries Knevel had hij tot maart 2006 de leiding over de EO. Daarna werd Hagoort enig directeur. Onder de Boer ontstond er meer ruimte om te praten over homoseksualiteit. De voormalig EO-directeur was nog steeds van mening dat een seksuele relatie tussen mannen onderling of vrouwen onderling 'niet Gods wil is voor een mensenleven', maar hij wilde wel het stilzwijgen doorbreken en andersdenkenden de kans geven om zich te uiten. Vanaf 2008 was De Boer voorzitter van de ledenraad van de Evangelische Omroep. Tevens was hij voorzitter van de raad van toezicht van die omroep. In beide functies werd hij eind 2014 opgevolgd door Willem Smouter. Na zijn pensioen werd De Boer eveneens voorzitter van de Vereniging ter Bescherming van het Ongeboren Kind (VBOK). Onder De Boer kreeg de VBOK een nieuwe naam, namelijk Siriz. De naam VBOK zou te negatieve associaties oproepen bij de doelgroep, namelijk zwangere vrouwen. Aanvankelijk was er veel kritiek van de achterban. De Boer weet dit aan gebrekkige communicatie. Marjan Haak volgde hem in juni 2012 op als voorzitter.
In maart 2007 werd De Boer benoemd als waarnemend directeur Televisie Programmering bij de publieke omroep. Hij kwam daarmee in de plaats van de beoogde directeur Ton F. van Dijk, die voor de functie bedankte en de omroep verliet. In een interview in de Volkskrant naar aanleiding van deze benoeming kwam niet alleen zijn rol als bruggenbouwer ter sprake, maar ook het feit dat hij, naar eigen zeggen, bot kan zijn in de omgang. In september 2007 werd hij opgevolgd door Gerard Timmer.

### Persoonlijk
Samen met zijn vrouw Ineke heeft De Boer zeven kinderen. 